# 三浦恭资
三浦恭资（日语：／ Miura Kyōshi，1961年1月9日—），日本男子自行车运动员。他曾代表日本参加1986年亚洲运动会自行车比赛，获得一枚银牌。他也曾参加1988年和1996年夏季奥林匹克运动会。